# Argillières
Argillières ist eine Gemeinde im französischen Département Haute-Saône in der Region Bourgogne-Franche-Comté.

## Geographie
Argillières liegt auf einer Höhe von 300 m über dem Meeresspiegel, elf Kilometer nordöstlich von Champlitte und etwa 56 Kilometer nordwestlich der Stadt Besançon (Luftlinie). Das Dorf erstreckt sich im Westen des Départements, in der Plateaulandschaft zwischen den Tälern von Salon und Vannon, nordwestlich des Saônetals.
Die Fläche des 9,58 km² großen Gemeindegebiets umfasst einen Abschnitt im Bereich der leicht gewellten Landschaft nördlich des Saônetals. Die Plateaulandschaft liegt durchschnittlich auf 300 m und weist mehrere Mulden und Senken auf, darunter die Combe des Charmes südlich des Dorfes. Die Hochfläche besteht aus einer Wechsellagerung von kalkigen und sandig-mergeligen Sedimenten der mittleren und oberen Jurazeit. Auf dem Plateau herrscht landwirtschaftliche Nutzung vor, doch gibt es auch größere Waldflächen, insbesondere entlang der Gemeindegrenzen. Im Norden und Osten wird das Plateau vom Trockental des Vannon eingefasst. Der Fluss fließt in diesem Bereich unterirdisch. Nach Südwesten erstreckt sich das Gemeindeareal zu den Waldhöhen des Mont Aubert mit dem Bois de l'Hospice, auf dem mit 366 m die höchste Erhebung von Argillières erreicht wird. Im Westen bildet die Anhöhe von Saint-Martin (bis 359 m) die Abgrenzung. Auf dem gesamten Gebiet gibt es keine oberirdischen Fließgewässer, weil das Niederschlagswasser im verkarsteten Untergrund versickert.
Zu Argillières gehört die Weilersiedlung Velleguibelle (310 m) am Nordfuß der Höhe von Saint-Martin. Nachbargemeinden von Argillières sind Tornay und Gilley im Norden, Fouvent-Saint-Andoche im Osten und Süden sowie Pierrecourt und Champlitte im Westen.

## Geschichte
Verschiedene Funde von Silex-Werkzeugen weisen auf eine Besiedlung des Gemeindegebietes im Paläolithikum hin. 1883 wurden bei Ausgrabungen die Fundamente von drei Häusern aus der gallorömischen Zeit entdeckt und eine Bronzefibel sowie zahlreiche Keramikfragmente zutage gefördert.
Argillières wird 1202 als Argilleres erwähnt. Der Ortsname leitet sich vom lateinischen Wort argilla in der Bedeutung von weißer Ton ab. Im Mittelalter gehörte Argillières zur Freigrafschaft Burgund und darin zum Gebiet des Bailliage d’Amont. Die lokale Herrschaft hatten im 12. Jahrhundert zunächst die Herren von Fouvent inne, danach ging der Ort an die Herrschaft Ray über. Diese überließen den Zehnten 1292 dem Kloster Theuley. Der Ort wurde 1569 von Truppen des Herzogs von Zweibrücken geplündert und gebrandschatzt. Auch während des Dreißigjährigen Krieges wurde Argillières 1636 stark in Mitleidenschaft gezogen. Zusammen mit der Franche-Comté gelangte das Dorf mit dem Frieden von Nimwegen 1678 definitiv an Frankreich. Heute ist Argillières Mitglied des 42 Ortschaften umfassenden Gemeindeverbandes Communauté de communes des Quatre Rivières.

## Sehenswürdigkeiten
Die einschiffige Kirche St-Martin wurde im 18. Jahrhundert erbaut und 1985 restauriert; 2001 wurde auch der Glockenturm erneuert. Sie beherbergt eine Statue des heiligen Martin aus dem 16. Jahrhundert. Zu den weiteren Sehenswürdigkeiten zählen sechs Calvaires und das Schloss aus dem 17. und 18. Jahrhundert.

## Bevölkerung
| Jahr                       | 1962 | 1968 | 1975 | 1982 | 1990 | 1999 | 2006 | 2017 | 2022 |
| Einwohner                  | 159  | 137  | 127  | 100  | 79   | 78   | 69   | 75   | 72   |
| Quellen: Cassini und INSEE |      |      |      |      |      |      |      |      |      |

Mit 72 Einwohnern (1. Januar 2022) gehört Argillières zu den kleinsten Gemeinden des Département Haute-Saône. Während des gesamten 20. Jahrhunderts nahm die Einwohnerzahl kontinuierlich ab (1881 wurden noch 285 Personen gezählt).

## Wirtschaft und Infrastruktur
Argillières ist noch heute ein vorwiegend durch die Landwirtschaft (Ackerbau, Obstbau und Viehzucht) und die Forstwirtschaft geprägtes Dorf. Außerhalb des primären Sektors gibt es nur wenige Arbeitsplätze im Ort. Einige Erwerbstätige sind auch Wegpendler, die in den größeren Ortschaften der Umgebung ihrer Arbeit nachgehen.
Die Ortschaft liegt abseits der größeren Durchgangsachsen an einer Departementsstraße, die von Champlitte nach Farincourt führt. Weitere Straßenverbindungen bestehen mit Fouvent, Larret und Frettes.